# 1545
| 1545               |
| ------------------ |
| Dødsfald - Fødsler |
| • Litteratur       |

| Gregoriansk kalender | 1545 MDXLV              |
| Ab urbe condita      | 2298                    |
| Armensk kalender     | 994 ԹՎ ՋՂԴ              |
| Kinesiske kalender   | 4241 – 4242 甲辰 – 乙巳 |
| Etiopisk kalender    | 1537 – 1538             |
| Jødisk kalender      | 5305 – 5306             |
| Hindukalendere       |                         |
| - Vikram Samvat      | 1600 – 1601             |
| - Shaka Samvat       | 1467 – 1468             |
| - Kali Yuga          | 4646 – 4647             |
| Iransk kalender      | 923 – 924               |
| Islamisk kalender    | 952 – 953               |

Konge i Danmark: Christian 3. 1534-1559
Se også 1545 (tal)

## Begivenheder
- 29. juni Padovas Botaniske have grundlægges af Republikken Venedig
- Verdens rigeste sølvmine opdages i bjerget Cerro Rico i Andesbjergene. I nærheden anlægges minebyen Potosí.
- 13. december I Trento samles et koncil uden protestantisk deltagelse. Her fastslås pavens autoritet, og traditioner ligestilles med Biblen (se Tridentinerkoncilet).